# Elimination (Pharmakokinetik)
Die Elimination (auch Eliminierung genannt) bezeichnet pharmakokinetische Vorgänge des Abbaus bestimmter körperfremder Substanzen bis hin zu ihrer Ausscheidung. Hierbei spielen vor allem chemische Reaktionen in der Leber (Biotransformation) und die Ausscheidung über die Niere und Galle eine wichtige Rolle.

## Ausscheidung
Im Organismus unterscheidet man hauptsächlich einen renalen (lat.: ren = Niere) und einen hepatischen (griech.: hepar = Leber)  (bzw. hepatogen oder biliär/fäkal) Ausscheidungsweg. Ausscheidungspflichtige organische Substanzen können nach ihrer Löslichkeit eingestuft werden, wonach man lipophile (fettliebend), hydrophile (wasserliebend) und amphiphile (sowohl fett- als auch wasserliebend) Stoffklassen unterscheidet. Amphiphile Stoffe werden durch beide Ausscheidungssysteme eliminiert.
Des Weiteren sind noch die Ausscheidung über Muttermilch, Schweiß, Speichel und Atemluft zu erwähnen. Die Mengen sind in der Regel jedoch gering und unter pharmakokinetischen Gesichtspunkten zu vernachlässigen. Eine Ausnahme stellen hier die Narkotika dar, die überwiegend über die Lunge (pulmonal) ausgeschieden bzw. abgeatmet werden. 

### Renale Ausscheidung
Bei der renalen Elimination werden über die Niere überwiegend wasserlösliche, also hydrophile Substanzen ausgeschieden. Fettlösliche Stoffe werden zwar auch in den Nierenkörperchen (Glomeruli) filtriert, jedoch gelangen sie über die Rückresorption in den Nierentubuli wieder zurück in den Blutkreislauf. Ferner können einige Substanzen starke Bindungen zu Albumin, einem Blutprotein, eingehen und erst gar nicht von der Filtration betroffen sein.

### Hepatische Ausscheidung
Vor allem lipophile Stoffe fallen in den Ausscheidungstyp der hepatischen Elimination. Diese werden zum größten Teil bei der ersten Leberpassage (First-Pass-Effekt) von der Leber abgebaut und über die Gallenflüssigkeit in den Darmtrakt ausgeschieden. Nicht von den Darmzellen (Darmmucosa) resorbierte (aufgenommene) und in der Gallenflüssigkeit gebundene Stoffe verlassen als Kot den Körper.